# THE IDOLM@STER SideM ST@RTING LINE
『THE IDOLM@STER SideM ST@RTING LINE』（アイドルマスター サイドエム スターティングライン）は、2015年4月15日からリリースされている、キャラクターソングCDシリーズ。

## 概要
Mobageのソーシャルゲーム「アイドルマスター SideM」のキャラクターソングCDシリーズ。
作中に登場する公式ユニットによるシングルCDシリーズで、ユニット用新曲2曲と共通曲1曲、ドラマパートを収録。発売元はランティス。
01から12までは2枚ずつが同時発売で、CDには同時発売のユニットとの掛け合いボイスドラマが収録される。13から15は3枚同時発売のため、もふもふえんとF-LAGSが掛け合いをし、LegendersはDRAMATIC STARSと掛け合いをする。
2021年7月21日には本シリーズのユニット曲全30曲とそのオフボーカル版を収録した「THE IDOLM@STER SideM ST@RTING LINE -BEST」が発売された。その内、F-LAGSの2曲は九十九一希の音源を比留間俊哉の物に差し替えたバージョンとなっている。

## 01 Jupiter
2015年4月15日発売。天ヶ瀬冬馬・御手洗翔太・伊集院北斗のユニット「Jupiter」のCD。315プロに移籍後の再デビューCD（これ以前に『THE IDOLM@STER 2』出演時のアルバム「THE IDOLM@STER Jupiter」がある）。
収録曲
1. BRAND NEW FIELD
歌：Jupiter
作詞：真崎エリカ、作曲・編曲：山口朗彦
2. Drama part 1 ～Jupiter～
3. Planet scape
歌：Jupiter
作詞：真崎エリカ、作曲・編曲：Kon-K
4. Drama part 2 ～Jupiter & DRAMATIC STARS～
5. DRIVE A LIVE（Jupiter ver.）
歌：Jupiter
作詞・作曲：BNSI（柿埜嘉奈子）、編曲：滝澤俊輔（TRYTONELABO）

## 02 DRAMATIC STARS
2015年4月15日発売。天道輝・桜庭薫・柏木翼のユニット「DRAMATIC STARS」のデビューCD。
収録曲
1. STARLIGHT CELEBRATE!
歌：DRAMATIC STARS
作詞：松井洋平、作曲・編曲：EFFY
2. Drama part 1 ～DRAMATIC STARS～
3. DRAMATIC NONFICTION
歌：DRAMATIC STARS
作詞：松井洋平、作曲：磯崎健史、編曲：Kon-K
4. Drama part 2 ～DRAMATIC STARS & Jupiter～
5. DRIVE A LIVE（DRAMATIC STARS ver.）
歌：DRAMATIC STARS
作詞・作曲：BNSI（柿埜嘉奈子）、編曲：滝澤俊輔（TRYTONELABO）

## 03 Beit
2015年7月22日発売。鷹城恭二・ピエール・渡辺みのりのユニット「Beit」のデビューCD。
収録曲
1. スマイル・エンゲージ
歌：Beit
作詞：真崎エリカ、作曲・編曲：山口朗彦
2. Drama part 1 ～Beit～
3. 想いはETERNITY
歌：Beit
作詞：真崎エリカ、作曲・編曲：渡辺未来
4. Drama part 2 ～Beit & High×Joker～
5. DRIVE A LIVE（Beit ver.）
歌：Beit
作詞・作曲：BNSI（柿埜嘉奈子）、編曲：滝澤俊輔（TRYTONELABO）

## 04 High×Joker
2015年7月22日発売。伊瀬谷四季・秋山隼人・若里春名・冬美旬・榊夏来のユニット「High×Joker」のデビューCD。
収録曲
1. HIGH JUMP NO LIMIT
歌：High×Joker
作詞：結城アイラ、作曲：光増ハジメ、編曲：EFFY
2. Drama part 1 ～High×Joker～
3. JOKER↗オールマイティ
歌：High×Joker
作詞：結城アイラ、作曲・編曲：河田貴央
4. Drama part 2 ～High×Joker & Beit～
5. DRIVE A LIVE（High×Joker ver.）
歌：High×Joker
作詞・作曲：BNSI（柿埜嘉奈子）、編曲：滝澤俊輔（TRYTONELABO）

## 05 W
2015年10月21日発売。蒼井享介・蒼井悠介のユニット「W」のデビューCD。
収録曲
1. VICTORY BELIEVER
歌：W
作詞：結城アイラ、作曲・編曲：山口朗彦
2. Drama part 1 ～W～
3. Pleasure Forever...
歌：W
作詞：結城アイラ、作曲・編曲：本田光史郞
4. Drama part 2 ～W & S.E.M～
5. DRIVE A LIVE（W ver.）
歌：W
作詞・作曲：BNSI（柿埜嘉奈子）、編曲：滝澤俊輔（TRYTONELABO）

## 06 S.E.M
2015年10月21日発売。硲道夫・舞田類・山下次郎のユニット「S.E.M」のデビューCD。
11月2日付のオリコン週間シングルチャートでは5位を獲得。アニメ部門では「SideM」として初の首位獲得となった。
収録曲
1. ∞ Possibilities
歌：S.E.M
作詞：松井洋平、作曲：オオヤギヒロオ、南田健吾、編曲：南田健吾
2. Drama part 1 ～S.E.M～
3. Study Equal Magic!
歌：S.E.M
作詞：松井洋平、作曲・編曲：岡本健介
4. Drama part 2 ～S.E.M & W～
5. DRIVE A LIVE（S.E.M ver.）
歌：S.E.M
作詞・作曲：BNSI（柿埜嘉奈子）、編曲：滝澤俊輔（TRYTONELABO）

## 07 彩
2016年1月27日発売。華村翔真・猫柳キリオ・清澄九郎のユニット「彩」のデビューCD。
収録曲
1. 喝彩！～花鳥風月～
歌：彩
作詞：松井洋平、作曲：流歌、編曲：遠藤直弥
2. Drama part 1 ～彩～
3. 和風堂々！～WAnderful NIPPON！～
歌：彩
作詞：松井洋平、作曲：江並哲志、編曲：河田貴央
4. Drama part 2 ～彩 & FRAME～
5. DRIVE A LIVE（彩 ver.）
歌：彩
作詞・作曲：BNSI（柿埜嘉奈子）、編曲：滝澤俊輔（TRYTONELABO）

## 08 FRAME
2016年1月27日発売。握野英雄・木村龍・信玄誠司のユニット「FRAME」のデビューCD。
収録曲
1. 勇敢なるキミへ
歌：FRAME
作詞：真崎エリカ、作曲・編曲：増田武史
2. Drama part 1 ～FRAME～
3. MISSION is ピースフル！
歌：FRAME
作詞：真崎エリカ、作曲・編曲：磯崎健史
4. Drama part 2 ～FRAME & 彩～
5. DRIVE A LIVE（FRAME ver.）
歌：FRAME
作詞・作曲：BNSI（柿埜嘉奈子）、編曲：滝澤俊輔（TRYTONELABO）

## 09 神速一魂
2016年4月20日発売。紅井朱雀・黒野玄武のユニット「神速一魂」のデビューCD。
収録曲
1. バーニン・クールで輝いて
歌：神速一魂
作詞：結城アイラ、作曲・編曲：河田貴央
2. Drama part 1 ～神速一魂～
3. オレたちの最強伝説 ～一世一代、破羅駄威棲！～
歌：神速一魂
作詞：結城アイラ、作曲・編曲：渡辺和紀
4. Drama part 2 ～神速一魂 & Café Parade～
5. DRIVE A LIVE（神速一魂 ver.）
歌：神速一魂
作詞・作曲：BNSI（柿埜嘉奈子）、編曲：滝澤俊輔（TRYTONELABO）

## 10 Café Parade
2016年4月20日発売。神谷幸広・東雲荘一郎・アスラン=ベルゼビュートII世・卯月巻緒・水嶋咲のユニット「Café Parade」のデビューCD。
収録曲
1. Café Parade!
歌：Café Parade
作詞：松井洋平、作曲・編曲：大川茂伸
2. Drama part 1 ～Café Parade～
3. À La Carte FREEDOM♪
歌：Café Parade
作詞：松井洋平、作曲：江並哲志、編曲：増田武史
4. Drama part 2 ～Café Parade & 神速一魂～
5. DRIVE A LIVE（Café Parade ver.）
歌：Café Parade
作詞・作曲：BNSI（柿埜嘉奈子）、編曲：滝澤俊輔（TRYTONELABO）

## 11 Altessimo
2016年7月27日発売。都築圭・神楽麗のユニット「Altessimo」のデビューCD。
収録曲
1. The 1st Movement ～未来のための二重奏～
歌：Altessimo
作詞：真崎エリカ、作曲：小高光太郎、UiNA、編曲：小高光太郎
2. Drama part 1 ～Altessimo～
3. Never end「Opus」
歌：Altessimo
作詞：真崎エリカ、作曲：小高光太郎、UiNA、編曲：小高光太郎
4. Drama part 2 ～Altessimo & THE 虎牙道～
5. DRIVE A LIVE（Altessimo ver.）
歌：Altessimo
作詞・作曲：BNSI（柿埜嘉奈子）、編曲：滝澤俊輔（TRYTONELABO）

## 12 THE 虎牙道
2016年7月27日発売。大河タケル・牙崎漣・円城寺道流のユニット「THE 虎牙道」のデビューCD。
収録曲
1. 強く尊き獣たち
歌：THE 虎牙道
作詞：結城アイラ、作曲・編曲：岡本健介
2. Drama part 1 ～THE 虎牙道～
3. 情熱...FIGHTER
歌：THE 虎牙道
作詞：結城アイラ、作曲・編曲：増田武史
4. Drama part 2 ～THE 虎牙道 & Altessimo～
5. DRIVE A LIVE（THE 虎牙道 ver.）
歌：THE 虎牙道
作詞・作曲：BNSI（柿埜嘉奈子）、編曲：滝澤俊輔（TRYTONELABO）

## 13 もふもふえん
2016年10月26日発売。岡村直央・橘志狼・姫野かのんのユニット「もふもふえん」のデビューCD。
収録曲
1. うぇるかむ・はぴきらパーク！
歌：もふもふえん
作詞：真崎エリカ、作曲・編曲：山本翔馬
2. Drama part 1 ～もふもふえん～
3. もっふ・いんざぼっくす♪
歌：もふもふえん
作詞：真崎エリカ、作曲・編曲：渡邉俊彦
4. Drama part 2 ～もふもふえん & F-LAGS～
5. DRIVE A LIVE（もふもふえん ver.）
歌：もふもふえん
作詞・作曲：BNSI（柿埜嘉奈子）、編曲：滝澤俊輔（TRYTONELABO）

## 14 F-LAGS
2016年10月26日発売。秋月涼・兜大吾・九十九一希のユニット「F-LAGS」のデビューCD。涼にとっては、315プロに移籍後の再デビューCD（これ以前に『THE IDOLM@STER Dearly Stars』出演時のアルバム「THE IDOLM@STER DREAM SYMPHONY 02 秋月涼」がある）となる。
収録曲
1. 夢色VOYAGER
歌：F-LAGS
作詞：結城アイラ、作曲：原田篤（Arte Refact）、編曲：山本恭平（Arte Refact）
2. Drama part 1 ～F-LAGS～
3. With…STORY
歌：F-LAGS
作詞：結城アイラ、作曲・編曲：斎藤仁久、小高光太郎
4. Drama part 2 ～F-LAGS & もふもふえん～
5. DRIVE A LIVE（F-LAGS ver.）
歌：F-LAGS
作詞・作曲：BNSI（柿埜嘉奈子）、編曲：滝澤俊輔（TRYTONELABO）

## 15 Legenders
2016年10月26日発売。葛之葉雨彦・北村想楽・古論クリスのユニット「Legenders」のデビューCD。
収録曲
1. Legacy of Spirit
歌：Legenders
作詞：松井洋平、作曲・編曲：本多友紀（Arte Refact）
2. Drama part 1 ～Legenders～
3. String of Fate
歌：Legenders
作詞：松井洋平、作曲：原田篤（Arte Refact）、編曲：脇眞富（Arte Refact）
4. Drama part 2 ～Legenders & DRAMATIC STARS～
5. DRIVE A LIVE（Legenders ver.）
歌：Legenders
作詞・作曲：BNSI（柿埜嘉奈子）、編曲：滝澤俊輔（TRYTONELABO）